# Liga arabských států
Liga arabských států (anglicky League of Arab States, arabsky جامعة الدول العربية, Džámicat ad-duwal al-carabíja), též Arabská liga, je regionální organizací arabských států. Vznikla podepsáním Paktu Ligy arabských států v březnu 1945 v Káhiře sedmi arabskými státy (Egypt, Irák, Jemen, Jordánsko, Libanon, Saúdská Arábie, Sýrie). Sídlem organizace byla do roku 1979 Káhira, později Tunis, následně opět Káhira.
Organizace měla za úkol zajistit a koordinovat spolupráci svých členů v oblastech politiky, ekonomiky a kultury, v roce 1950 přibyla i spolupráce v oblasti kolektivní bezpečnosti, členství v organizaci tak zavazuje arabské státy k nepoužití síly proti dalšímu členskému státu. Postupným vstupem nových členů stoupl celkový počet na 22, a to včetně Palestinské samosprávy. Roku 1979 bylo pozastaveno členství Egyptu z důvodu uzavření mírových smluv s Izraelem, roku 1987 bylo členství Egypta obnoveno. V roce 2011 pak bylo členství pozastaveno Libyi kvůli krvavému potlačování protivládních protestů, v červenci stejného roku jí bylo členství vráceno. Ze stejného důvodu bylo v letech 2011 až 2023 pozastaveno členství Sýrii.
Mezi orgány Ligy arabských států náleží Arabská konference (nejvyšší orgán), Rada (složená ze zástupců členských států), Rada společné obrany, Poradní výbor, Hospodářská rada a generální sekretariát (v čele s generálním tajemníkem).
Liga arabských států je v mnoha ohledech podobná Radě Evropy nebo někdejší Organizaci africké jednoty, které zdůrazňují především politickou spolupráci. Lize arabských států se nezdařilo výrazně pokročit v regionální integraci států, nepodařilo se překonat značné politické a ekonomické rozpory členů. Selhala též při řešení vojenských konfliktů v Perském zálivu.

## Pakt Ligy arabských států
Pakt ligy arabských států byl podepsán na ustavující konferenci Ligy 22. března 1945 v Káhiře. Sestává z 15 článků a tří dodatků (o Palestině, o spolupráci s arabskými zeměmi, které nejsou členy Rady Ligy a o jmenování generálního tajemníka Ligy). Vyplývá z něj, že jde o volné seskupení států, které si ponechávají svou vlastní vnitřní i zahraniční politiku a které si navzájem uznávají své politické režimy a nezasahují si do vnitřních záležitostí. Jako hlavní cíl Ligy stanoví zajišťování a upevňování vztahů mezi členskými státy, koordinaci jejich politické činnosti, ochrana nezávislosti, spolupráce v oblasti hospodářské, kulturní, právní (včetně vydávání stíhaných osob), sociální či zdravotnické.

## Smlouva o společné obraně a hospodářské spolupráci
Smlouva o společné obraně a hospodářské spolupráci mezi státy Arabské ligy byla podepsána 17. června 1950. Sestává ze 13 článků a tzv. vojenského dodatku.

## Orgány ligy
Nejvyšším orgánem Ligy arabských států je Arabská konference na nejvyšší úrovni, která projednává nejzávažnější otázky politické orientace Ligy.
Nejvyšším stálým orgánem Ligy je Rada, složená ze zástupců všech členských států, jejichž postavení je rovnoprávné – každý stát disponuje (bez ohledu na počet svých zástupců) jedním hlasem. Rada se schází na řádných zasedáních dvakrát ročně a ve funkci jejího předsedy se na jednotlivých zasedáních střídají předsedové vlád členských států. Rozhodnutí Rady je závazné pro všechny členy pouze, bylo-li přijato jednomyslně, pokud bylo přijato prostou většinou hlasů, zavazuje pouze ty státy Ligy, které pro něj hlasovaly. O vnitřních otázkách Ligy se rovněž rozhoduje většinou hlasů. Samotná rada však nemá žádnou výkonnou moc a její rozhodnutí musí uvádět v život členské státy.
Dalším významným stálým orgánem je generální sekretariát, v jehož čele stojí generální tajemník, který má hodnost velvyslance, se třemi zástupci. Generální tajemník má právo dělat samostatná oficiální vyjádření, ve všech záležitostech se však zodpovídá Radě a na každém jejím zasedání překládá zprávu o plnění úkolů a o práci svého úřadu. Také svolává mimořádné zasedání Rady, pokud si to přejí nejméně dva členské státy. Sídlem generálního sekretariátu je Káhira. Současným tajemníkem, uvedeným do funkce od 1. července 2011 je Egypťan Nabil Elaraby .
Vojenským orgánem Ligy je Rada společné obrany, která sestává z ministrů zahraničí a ministrů obrany. Založena byla vzápětí po přijetí Smlouvy o společné obraně a hospodářské spolupráci roku 1950. K přijetí usnesení Rady společné obrany je potřeba dvoutřetinové většiny, a tato usnesení jsou závazná pro všechny členy.
V rámci Ligy arabských států pracuje také řada výborů a komisí, specializovaných na řešení problémů konkrétních oblastí. Tyto výbory rovněž patří mezi stálé orgány Ligy, a jejich sekretariáty sídlí v Káhiře, kde jsou v kontaktu s příslušným oddělením generálního sekretariátu. Jejich členy mohou být i zástupci jiných arabských zemí. Na základě příslušných ustanovení Paktu byly zřízeny výbor pro zdravotnictví, hospodářský výbor, výbor pro dopravu a spoje, kulturní výbor, právní výbor a sociální výbor. Na základě Smlouvy o společné obraně a spolupráci vznikla zase Vojenská komise a Hospodářská rada. Vojenská komise funguje vedle zmíněné Rady společné obrany a její činnost je úzce propojena s Hospodářskou radou, která kromě ekonomických záležitostí řeší i některé otázky politické, jako např. organizace bojkotů vůči zemím, které jsou ve sporu s některým ze členů Ligy.
V rámci Ligy však mohou pracovat i jiné výbory a komise, jejichž existence nevyplývá z těchto dvou základních smluv. Nejstarším výborem je politický výbor, který byl zřízen ještě před vznikem samotné Ligy, a to na základě Alexandrijského protokolu roku 1944. Politický výbor sestává ze stálých zástupců všech členských států a jeho zasedání, konaných nejméně jednou ročně, se obvykle účastní též jejich ministři zahraničních věcí. Výbory mohou i zanikat. Například roku 1946 byl vytvořen výbor pro záležitosti Palestiny, který zanikl roku 1954.
Kromě stálých komisí vznikají průběžně také komise dočasné. Patří sem komise s konkrétním úkolem, které zanikají, jakmile je úkol splněn. Některé komise vznikají pouze pro potřeby zasedání Rady, jako např. komise pro zahraniční záležitosti, ekonomická komise či sociální komise. Tyto komise jsou vždy s koncem zasedání rozpuštěny.

## Členové

Rozšiřování Ligy arabských států

V současné době má Liga 22 plnohodnotných členů a další 4 státy mají status pozorovatele. Ligu založily 22. března 1945 Egypt, Irák, Transjordánsko (roku 1949 přejmenované na Jordánsko), Libanon, Saúdská Arábie a Sýrie. Krátce nato, 5. května se k nim připojilo Mutawakkilitské Jemenské království (od roku 1962 Jemenská arabská republika), takže dnešní Jemen je také počítán mezi zakládající členy. Všech těchto sedm států patřilo před první světovou válkou k územím pod nadvládou Osmanské říše. Dalším přijatým členem pak byla až roku 1953 Libye a od té doby se jejich počet postupně rozrůstal. Roku 1967 byla za člena přijata Jemenská lidová demokratická republika (poté, co získala nezávislost na Velké Británii), její členství však zaniklo roku 1990, kdy došlo ke sjednocení obou jemenských států (pod názvem Jemenská republika). Zatím posledním přijatým členem jsou Komory, které do Ligy vstoupily roku 1993.
Jediný člen Ligy, který byl svrchovaným státem dlouho před svým vstupem, je Omán (samostatný od roku 1650). Většina ostatních států se stala členy Ligy krátce po získání nezávislosti, v některých případech jen několik týdnů či dokonce dní (viz tabulka). Na druhou stranu některé státy (včetně zakládajících států Jordánska a Sýrie) vstoupily do Ligy ještě před získáním vlastní svrchovanosti. Roku 1976 se členem stala také Organizace pro osvobození Palestiny, kterou roku 1988 nahradil jednostranně vyhlášený Palestinský stát, dnes zastupovaný Palestinskou národní samosprávou.
Kromě plnohodnotného členství může stát získat také status pozorovatele. Poprvé ho získala Eritrea roku 1993 (poté, co získala nezávislost na Etiopii). Následně se pozorovateli staly také tři nearabské státy, a to Brazílie, Indie a Venezuela. Od roku 2023 se stala také Ukrajina pozorovatelským státem.
Členství v lize může být v případě vážných neshod pozastaveno, ovšem k trvalému vyloučení žádného člena zatím nedošlo. Roku 1979 bylo pozastaveno členství Egyptu, neboť podepsal mírovou smlouvu s Izraelem, a znovu bylo obnoveno až roku 1989. V únoru roku 2011 bylo členství pozastaveno Libyi v odpověď na krvavé potlačování tamních protivládních protestů. V červenci 2011 bylo Libyi znovuobnoveno plné členství. Od 12. listopadu 2011 je ze stejných důvodů pozastaveno členství Sýrie. V květnu 2023 by nicméně měla Sýrie opět získat plnohodnotné členství.
| Země                    | Datum přijetí      | Datum získání nezávislosti | Hlavní město | Rozloha (km²) | Počet obyvatel | Hustota (na km²) | HDP (v miliónech $) | HDP na obyv. (v $) | Měna         | Úřední jazyk             |
| ----------------------- | ------------------ | -------------------------- | ------------ | ------------- | -------------- | ---------------- | ------------------- | ------------------ | ------------ | ------------------------ |
| Egypt                   | 22. března 1945    | 28. února 1922             | Káhira       | 1 002 450     | 116 538 258    | 82,3             | 497 800             | 6 200              | libra        | arabština                |
| Irák                    | 22. března 1945    | 3. října 1932              | Bagdád       | 438 317       | 46 042 015     | 71,2             | 113 400             | 3 800              | dinár        | arabština, kurdština     |
| Jordánsko               | 22. března 1945    | 25. května 1946            | Ammán        | 92 300        | 11 552 876     | 68,4             | 34 530              | 5 400              | dinár        | arabština                |
| Libanon                 | 22. března 1945    | 22. listopadu 1943         | Bejrút       | 10 452        | 5 805 962      | 404              | 59 370              | 14 400             | libra        | arabština, francouzština |
| Saúdská Arábie          | 22. března 1945    | 23. září 1932              | Rijád        | 2 149 690     | 33 962 757     | 12               | 622 000             | 24 200             | rijál        | arabština                |
| Sýrie                   | 22. března 1945    | 17. dubna 1946             | Damašek      | 185 180       | 24 672 760     | 118,3            | 107 400             | 9 400              | libra        | arabština                |
| Jemen                   | 5. května 1945     | 1. listopadu 1918          | Saná         | 527 968       | 40 583 164     | 44,7             | 63 400              | 2 700              | rijál        | arabština                |
| Libye                   | 28. března 1953    | 24. prosince 1951          | Tripolis     | 1 759 541     | 7 381 023      | 3,6              | 90 570              | 14 000             | dinár        | arabština                |
| Súdán                   | 19. ledna 1956     | 1. ledna 1956              | Chartúm      | 1 886 068     | 50 448 963     | 16,9             | 100 000             | 2 300              | libra        | arabština, angličtina    |
| Maroko                  | 1. října 1958      | 2. března 1956             | Rabat        | 446 550       | 38 081 173     | 71,6             | 151 400             | 4 800              | dirham       | arabština                |
| Tunisko                 | 1. října 1958      | 20. března 1956            | Tunis        | 163 610       | 12 277 109     | 63               | 100 000             | 8 002              | dinár        | arabština                |
| Kuvajt                  | 20. července 1961  | 19. června 1961            | Kuvajt       | 18 000        | 4 934 507      | 167,5            | 136 500             | 48 900             | dinár        | arabština                |
| Alžírsko                | 16. srpna 1962     | 5. července 1962           | Alžír        | 2 381 741     | 46 814 308     | 14,6             | 251 100             | 7 300              | dinár        | arabština                |
| Bahrajn                 | 11. září 1971      | 5. srpna 1971              | Manáma       | 750           | 1 607 049      | 1 189            | 29 710              | 40 300             | dinár        | arabština                |
| Katar                   | 11. září 1971      | 3. září 1971               | Dauhá        | 11 437        | 3 048 423      | 123,2            | 150 600             | 179 000            | rijál        | arabština                |
| Omán                    | 29. září 1971      | 1650                       | Maskat       | 309 550       | 5 281 538      | 9,2              | 75 840              | 25 600             | rijál        | arabština                |
| Spojené arabské emiráty | 6. prosince 1971   | 2. prosince 1971           | Abú Zabí     | 83 600        | 11 027 129     | 55               | 246 800             | 49 600             | dirham       | arabština                |
| Mauritánie              | 26. listopadu 1973 | 28. listopadu 1960         | Nuakšott     | 1 030 700     | 5 169 395      | 3,2              | 6 655               | 2 100              | ukíjá        | arabština                |
| Somálsko                | 14. února 1974     | 1. července 1960           | Mogadišo     | 637 661       | 19 009 151     | 14,3             | 5 896               | 600                | šilink       | somálština, arabština    |
| Palestina               | 9. září 1976       | –                          | Rámaláh      | 6 040         | 4 225 710      | 699,6            | 12 790              | 2 900              | šekel, dinár | arabština                |
| Džibutsko               | 4. září 1977       | 27. června 1977            | Džibuti      | 23 200        | 1 168 722      | 37,2             | 2 105               | 2 800              | frank        | arabština, francouzština |
| Komory                  | 20. listopadu 1993 | 6. července 1975           | Moroni       | 2 235         | 866 628        | 275              | 800                 | 1 000              | frank        | arabština, francouzština |

1. ↑  Hrubý domácí produkt dle parity kupní síly. Jde o odhady z roku 2010,[18] pouze odhad pro Palestinská území pochází z roku 2009.[19]
2. ↑  Hrubý domácí produkt na obyvatele dle parity kupní síly. Jde o odhady z roku 2010,[20] pouze odhad pro Palestinská území pochází z roku 2008.[19]
3. ↑  1. listopadu 1918 získal nezávislost Severní Jemen, nejprve jako Mutawakkilitské Jemenské království a po změně režimu roku 1962 jako Jemenská arabská republika. Jižní Jemen získal nezávislost 30. listopadu 1967 jako Jemenská lidová demokratická republika. 22. května 1990 se oba státy spojily v dnešní Jemenskou republiku.
4. ↑  Součet odhadů počtu obyvatel pásma Gazy[21] a Západního břehu Jordánu.[19]

## Geografie
Souhrnná rozloha všech území Arabské ligy činí přibližně 13,5 miliónu km² (což je asi o třetinu více, než je rozloha Spojených států amerických, a trojnásobek rozlohy Evropské unie). Rozkládá se od Atlantského oceánu na západě, podél jižního břehu Středozemního moře, až po Perský záliv, Ománský záliv, Arabské moře a Indický oceán na východě. Většina jeho členských zemí patří do poměrně neurčitě definované oblasti Blízkého východu a Maghrebu, též označované anglickou zkratkou MENA (Middle East and North Africa). Poněkud stranou leží Džibutsko a Somálsko v Africkém rohu, ovšem geograficky nejvzdálenější ostatním členům je Komorský svaz, ležící na Komorských ostrovech v Indickém oceánu mezi africkou pevninou a Madagaskarem. Dalším ostrovním státem je Bahrajn, ležící na stejnojmenném ostrově a okolních ostrůvcích u saúdskoarabského pobřeží v Perském zálivu.

## Historie

### Počátky
Myšlenka tzv. panarabismu, tj. kulturní a politické jednoty Arabů, se objevila mezi vzdělanými Araby již koncem 19. století, určitých reálných obrysů však začala nabývat koncem druhé světové války. Zastáncům této myšlenky se podařilo získat i podporu Velké Británie, která měla v oblasti velký vliv a měla pod svým protektorátem část arabských území. Roku 1941 přišel zajordánský emír cAbdalláh s projektem tzv. Velké Sýrie pod vládou jordánských Hášimovců, která by kromě samotné Sýrie zahrnovala také Libanon, Palestinu a Zajordánsko. Konkurenční projekt iráckého premiéra Núrí as-Sacída počítal zase s vytvořením Federace Úrodného půlměsíce, která by zahrnovala ještě také Irák, přičemž celému soustátí by vládla irácká dynastie Hašímovců. Většina syrských a libanonských politiků si však přála, aby jejich státy byly nezávislé a proti oběma projektům se z důvodu tradičního nepřátelství s Hašímovci postavily také Egypt a Saúdská Arábie.
Jednání nakonec posunul předseda egyptské vlády Nahnás Paša, který navrhl pouze symbolické sjednocení v rámci volného sdružení států. Postupně se mu podařilo získat na svou stranu jak Brity, tak i představitele jednotlivých arabských států. 7. října 1944 podepsalo na Arabské konferenci v Alexandrii pět arabských států (Sýrie, Transjordánsko, Irák, Libanon a Egypt) tzv. Alexandrijský protokol, v němž se zavázali založit Ligu arabských států, vedenou Radou Ligy arabských států, v níž budou mít všechny členské státy rovné zastoupení. Vlastní Liga pak byla založena na konferenci 22. března 1945 v Káhiře, a to podepsáním tzv. Paktu Ligy arabských států, který vstoupil v platnost 10. května 1945. Kromě států, které podepsaly Alexandrijský protokol, se jejími zakládajícími členy staly ještě také Saúdská Arábie a Jemen, který však smlouvu ratifikoval až 11. května. Ustavení ligy byl přítomen také zástupce Palestiny. Prvním generálním tajemníkem Ligy se stal egyptský politik cAbd ar-Rahmán cAzzám. Jako sídlo nové organizace bylo zvoleno egyptské hlavní město Káhira, které se tak stalo významným centrem arabského světa.

### První arabsko-izraelská válka
První společnou akcí států Ligy byl koordinovaný útok (většinou označovaný jako první arabsko-izraelská válka) na vznikající izraelský stát v květnu 1948, který byl reakcí na plán OSN na rozdělení Palestiny. Státy Ligy vytvořily tzv. Osvobozeneckou armádu disponující značnými silami, ovšem poměrně nejednotným velením. Spojenecká armáda sestávala z 10 tisíc egyptských vojáků, 7 tisíc syrských, 3 tisíc iráckých a 3 tisíc libanonských vojáků, doplněných zajordánskou Arabskou legií čítající 4500 vojáků (vedených britskými důstojníky). Arabská liga ve válce zaznamenala určité počáteční úspěchy, do dubna 1948 bylo při nájezdech spojeneckých jednotek zabito přes 1200 Izraelců, a to přibližně rovným dílem vojáků i civilistů. V dubnu se však již Izraelci, posílení mj. i československými zbraněmi, chopili iniciativy a obsadili Hajfu, Safed, Jaffu a Akko. 11. června bylo uzavřeno příměří, během nějž se však jak Arabové, tak i Izraelci snažili své armády co nejvíce posílit a o měsíc později byly boje obnoveny. Tentokrát byla slabost arabských jednotek zřejmá hned od počátku, Izraelci zabrali Lyddu, Lamlu a Nazaret a dokonce i některé oblasti mimo území, které jim přiřkl původní plán OSN. Druhé příměří bylo uzavřeno pouhých deset dní po vypuknutí bojů. V říjnu pak Izrael zahájil závěrečnou ofenzívu, kterou získal další území. Nové rozhovory o příměří byly zahájeny začátkem roku 1949 a jednotlivé státy Arabské ligy je uzavíraly individuálně: Egypt 14. února, Libanon 23. března, Zajordánsko 3. dubna a nakonec Sýrie 20. července. Irák žádnou formální dohodu nepodepsal. Ačkoliv nebyla uzavřena žádná oficiální mírová smlouva a válečný stav tak de iure nadále trval, boje již nebyly obnoveny.
V reakci na události války podepsaly státy Arabské ligy 17. června 1950 jako dodatek k Paktu Smlouvu o společné obraně a hospodářské spolupráci (označovanou také jako Káhirská smlouva). Podepsali ji zástupci všech sedmi zakládajících států Arabské ligy.